# Felix Healy
Felix Healy (Derry, 27 settembre 1955) è un ex calciatore nordirlandese, di ruolo centrocampista.

## Carriera
Con la Nazionale nordirlandese ha preso parte ai Mondiali 1982.

## Palmarès

### Club

#### Competizioni nazionali
- Ulster Cup: 1

Coleraine: 1985-1986
- Campionato irlandese: 1

Derry City: 1988-1989
- Coppa d'Irlanda: 1

Derry City: 1988-1989
- Coppa di Lega irlandese: 2

Derry City: 1988-1989, 1990-1991

### Individuale
- Calciatore dell'anno (Irlanda del Nord): 1

1981-1982